# I Remember You (Yui)
I Remember You è un brano musicale della cantante giapponese Yui, pubblicato come suo settimo singolo il 20 settembre 2006. Il brano è incluso nell'album Can't Buy My Love, secondo lavoro della cantante. Il singolo ha raggiunto la seconda posizione della classifica Oricon dei singoli più venduti in Giappone, vendendo 65.741, ed è stato certificato disco d'oro.

## Tracce
CD Singolo SRCL-6423
1. I remember you
2. Cloudy
3. Good-bye days ~YUI Acoustic Version~
4. I remember you ~Instrumental~

## Classifiche
| Classifica (2006) | Posizione più alta |
| ----------------- | ------------------ |
| Giappone (Oricon) | 2                  |